# Malaisemyia rajah
Malaisemyia rajah là một loài ruồi trong họ Pediciidae. Chúng phân bố ở vùng Indomalaya.